# 狩野陽
狩野 陽（かのう みなみ、1927年5月19日 - 2013年11月8日）は日本の心理学者。北海道大学名誉教授、札幌学院大学名誉教授。専門分野は、社会心理学、精神神経科学。北海道小樽市出身。

## 略歴
- 1951年3月 北海道大学文学部哲学科卒業
- 1952年3月 北海道大学大学院（旧制）文学研究科哲学専攻中退
- 1955年3月 東京大学大学院（旧制）文学研究科哲学専攻中退
- 1956年11月 北海道大学教育学部講師
- 1966年11月 北海道大学教育学部助教授
- 1971年2月 北海道大学教育学部教授
- 1977年9月 北海道大学教育学部長・同大学院教育研究科長（1981年8月まで）
- 1992年3月 北海道大学定年退官[1]
- 1992年4月 北海道大学名誉教授 札幌学院大学社会情報学部教授
- 1995年4月 札幌学院大学社会情報学部長（1998年3月まで）
- 1998年4月 札幌学院大学学長（2003年3月まで）
- 2003年4月 札幌学院大学名誉教授。2003年札幌社会福祉専門学校（現せいとく介護こども福祉専門学校）招聘講師
- 2005年3月 札幌社会福祉専門学校退職。

1984年北海道心理学会会長（1985年まで）などを歴任

## 著書・主な論文
- 「心理学の世界について」（思想、1957年）
- 「学習の基礎機構」（北海道大学教育学部紀要、1967年）
- 「視知覚の形成と衰退」（北海道大学教育学部紀要、1971年）
- 『日本の心理学』（共著、日本文化化学社、1982年）
- 「心理臨床に発現する治癒の機転」（北海道大学教育学部紀要、1989年）
- 「行動療法と短時間精神療法を組み症状を改善し得た不安神経症患者の事後経過」（共著、日本心身医学会、1998年）
- 「総合病院における心理臨床」（共著、室蘭工業大学紀要、2002年）

このほか論文多数

## 栄典
- 2006年4月 瑞宝中綬章受章[5]